# Steen Smidt-Jensen
Steen Smidt-Jensen (Steen Løkkegaard Smidt-Jensen; * 26. Januar 1945 in Kopenhagen) ist ein ehemaliger dänischer Zehnkämpfer, Hürdenläufer, Stabhochspringer und Hochspringer.
Im Zehnkampf kam er 1966 bei den Europameisterschaften in Budapest auf den 14. Platz. Bei den Olympischen Spielen 1968 in Mexiko-Stadt wurde er Achter. 1969 belegte er bei den Europameisterschaften in Athen den 15. Platz, und 1972 wurde er Siebter bei den Olympischen Spielen in München mit seiner persönlichen Bestleistung von 7945 Punkten (7908 Punkte in der heutigen Wertung).
Sechsmal wurde er Dänischer Meister im Zehnkampf (1966, 1968–1971, 1973), viermal über 110 Meter Hürden (1967, 1968, 1970, 1972), je dreimal im Stabhochsprung (1966–1968) und im Fünfkampf (1966, 1967, 1972) und einmal im Hochsprung (1968). 1971 wurde er Dänischer Hallenmeister über 60 Meter Hürden.